# 加藤正明 (精神科医)
加藤 正明（かとう まさあき、1913年1月1日 - 2003年3月11日）は、日本の医学者・精神科医。

## 略歴
東京出身。東京医学専門学校（現東京医科大学）卒。国立国府台病院医長、国立精神衛生研究所部長、1974年東京医科大学教授、1977年国立精神衛生研究所長。のち富士心身リハビリテーション研究所理事長。専門は薬物乱用やアルコール関連障害、自殺などの社会精神医学的研究。1956年の『異性ノイローゼ』はベストセラーになった。

## 著書
- 『ノイローゼ 神経症とは何か』（創元社、創元医学新書） 1955
- 『異性ノイローゼ 歪んだ性行動の心理診断』（光文社、カッパ・ブックス） 1956
- 『異常心理学 精神医学による人間の把握』（光文社） 1957
- 『愛と死について』（青春出版社） 1958
- 『精神の医学 心の健康のために』（講談社、ミリオン・ブックス） 1959
- 『こころの健康からだの健康 サラリーマンの精神衛生』（実業之日本社） 1961
- 『正常と異常の間 現代の精神病理』（筑摩書房、グリーンベルト・シリーズ） 1966
- 『競争社会の心理学』（講談社現代新書） 1969
- 『社会と精神病理』（弘文堂） 1976
- 『生きがいの心理学』（日本書籍） 1979.6
- 『正常とは何か』（読売新聞社） 1982.6
- 『メンタルヘルス 病気と事例をめぐるこころの健康学』（創元社） 1986.9

## 共編著
- 『ソヴェト精神医学の基礎　精神病理学 精神病理学の概観 精神病理学総論「異常心理学講座 第2部 A・第3」』（岡田靖雄共著、みすず書房） 1954
- 『サイコ・ソマティックス』（松本胖共著、医学書院） 1957
- 『受験コンディション』（玉井収介共著、実業之日本社） 1957
- 『児童精神衛生講座』第1 - 第3（長島貞夫, 松村康平共編、明治図書出版） 1958
- 『社会精神医学』（懸田克躬共編、医学書院） 1970
- 『現代人の病理 第1巻 文化の臨床社会心理学』（相場均, 南博共編、誠信書房） 1972
- 『老年精神医学』（長谷川和夫共編、医学書院） 1973
- 『日本の自殺を考える』（田多井吉之介共編、医学書院） 1974
- 『ストレス学入門 積極的生命観のすすめ』（森岡清美共編、有斐閣選書） 1975
- 『精神医学事典』（保崎秀夫, 笠原嘉, 宮本忠雄, 小此木啓吾共編、弘文堂） 1975
- 『精神障害者のデイ・ケア』（石原幸夫共編、医学書院） 1977.3
- 『老年期 豊かな人生の発見』（湯沢雍彦, 清水信共編、有斐閣選書） 1977.3
- 『アルコール関連障害』（編集企画、金原出版、精神科mook） 1983.5
- 『こころの健康学』（吉川武彦共著、大修館書店、健康科学ライブラリー） 1984.9
- 『職場のメンタルヘルス ビジネスマンの心の健康づくり』（精神衛生普及会共編、保健同人社） 1986.7

## 翻訳
- 『現代の精神分析』（アレクサンダー、加藤浩一共訳、筑摩書房） 1953
- 『正気の社会』（エーリヒ・フロム、佐瀬隆夫共訳、社会思想研究会出版部、社会思想選書） 1958
- 『精神分裂病の心理』（アリエティ、河村高信, 小坂英世共訳、牧書店） 1958
- 『児童の発達と行動』（Michael Shepherd, Bram Oppenheim, Sheila Mitchell、米沢照夫, 上林靖子共訳、医学書院） 1974
- 『死の不安』（J・E・マイヤー、海老原英彦共訳、日本教文社） 1975
- 『偏見・スティグマ・精神病』（Guido M.Crocettiほか、監訳、石沢雄司訳、星和書店） 1978.6
- 『創造力 原初からの統合』（シルバーノ・アリエティ、清水博之共訳、新曜社） 1980.4
- 『サイコポリティクス 政治と精神医療』（ミルトン・グリーンブラット、式場聡共訳、牧野出版） 1983.2
- 『精神科ハーフウエイハウス』（リチャード・バドソン、共訳、星和書店） 1983.4
- 『精神科国際診断の展望』（J・E・メチック, M・フォン・クラナッハ編、共訳、中央洋書出版部） 1992.1